# Chiesa della Compagnia della Misericordia
La chiesa della Compagnia della Misericordia è un edificio sacro che si trova a San Lorenzo a Merse, nel territorio comunale di Monticiano.

## Descrizione
Attigua alla pieve, fu costruita nel XVI secolo per la Compagnia della misericordia, nata per la venerazione di un'immagine sacra raffigurante la Visitazione, scomparsa per l'usura agli inizi del Settecento. La facciata, d'impianto classico, presenta un portale con timpano in laterizio, motivo che ritorna nelle lesene laterali, nel marcapiano nella parte terminale, nella finestra rettangolare che sormonta il portale; l'uso del mattone funge da elemento ornamentale di stacco sulla superficie intonacata.
La chiesa è priva di particolari decorazioni, fatta eccezione per l'altar maggiore, cinquecentesco, dove è esposto un maestoso tabernacolo del XVII secolo, con decorazioni d'argento, che contiene tre statuette dorate di santi.